# Elias James Corey
Elias James Corey (n. 12 iulie 1928, Methuen⁠(d), Massachusetts, SUA) este un chimist american de origine libaneză, laureat al Premiului Nobel pentru chimie (1990) «pentru dezvoltarea teoriei și metodologiei sintezei organice», în particular al conceptului de retrosinteză⁠(en)[traduceți].